# Sam Berns
Sampson ("Sam") Gordon Berns (23 d'octubre de 1996 – 10 de gener de 2014) va ser un jove nord-americà que va patir progèria i que va contribuir molt al fet que es conegués aquesta malaltia. La cadena de televisió HBO li va dedicar un documental, Life According to Sam (La vida segons Sam).
Els seus pares, Scott Berns i Leslie Gordon, pediatres, van saber que el seu fill patia la malaltia quan encara no tenia dos anys. Poc després, van fundar la Progeria Research Foundation per donar a conèixer la malaltia, incentivar la recerca de les seves causes i d'una possible cura. També buscava reunir recursos per a donar suport als malalts de progèria i a les seves famílies.
El 2013 va ser el ponent d'una conferència a TED anomenada My philosophy for a happy life ("La meva filosofia per una vida feliç").